# Mémoire temporelle et hiérarchique
La mémoire temporelle et hiérarchique (en anglais Hierarchical temporal memory (HTM)) est un modèle d'apprentissage automatique développé par Jeff Hawkins et Dileep George de la compagnie Numenta. Il modélise certaines propriétés structurelles et algorithmiques du néocortex. C'est un modèle biomimétique fondé sur le paradigme mémoire-prédiction, une théorie du fonctionnement du cerveau élaborée par Jeff Hawkins dans son livre On Intelligence. Ce modèle permet de découvrir et d'inférer les causes à haut niveau des motifs et séquences observés dans les données, bâtissant ainsi un modèle complexe du monde.

### Liens de Numenta
- Cortical Learning Algorithm overview (Accessed May 2013)
- HTM Cortical Learning Algorithms (PDF Sept. 2011)
- Numenta, Inc.
- HTM Cortical Learning Algorithms Archive
- Association for Computing Machinery talk from 2009 by Subutai Ahmad from Numenta
- Forum OnIntelligence.org, un forum consacré à ces sujets, notamment le sous-forum Models and Simulation Topics.
- Hierarchical Temporal Memory (Présentation Microsoft PowerPoint)

### Liens d'autres sources
- Pattern Recognition by Hierarchical Temporal Memory par Davide Maltoni, April 13, 2011
- Dileep George's blog
- Vicarious Startup basée sur HTM fondée par Dileep George
- The Gartner Fellows: Jeff Hawkins Interview by Tom Austin, Gartner, March 2, 2006
- Emerging Tech: Jeff Hawkins reinvents artificial intelligence by Debra D'Agostino and Edward H. Baker, CIO Insight, May 1, 2006
- "Putting your brain on a microchip" by Stefanie Olsen, CNET News.com, May 12, 2006
- "The Thinking Machine" par Evan Ratliff, Wired, March 2007
- Think like a human par Jeff Hawkins, IEEE Spectrum, April 2007
- Neocortex - Memory-Prediction Framework — Open Source Implementation with GNU General Public License
- Hierarchical Temporal Memory related Papers and Books